# Бжезінкі (Радомський повіт)
Бжезінкі (пол. Brzezinki) — село в Польщі, у гміні Пйонки Радомського повіту Мазовецького воєводства.
Населення — 70 осіб (2011).

## Демографія
Демографічна структура станом на 31 березня 2011 року:
|          | Загалом | Допрацездатний вік | Працездатний вік | Постпрацездатний вік |
| -------- | ------- | ------------------ | ---------------- | -------------------- |
| Чоловіки | 35      | 8                  | 25               | 2                    |
| Жінки    | 35      | 9                  | 18               | 8                    |
| Разом    | 70      | 17                 | 43               | 10                   |